# Xylosma pancheri
Xylosma pancheri är en videväxtart som beskrevs av André Guillaumin. Xylosma pancheri ingår i släktet Xylosma och familjen videväxter. Inga underarter finns listade i Catalogue of Life.